# Microichthys coccoi
Microichthys coccoi Rüppell é um peixe ósseo marinho da família Epigonidae.